# Straub-Huillet/Filmografie
Die erweiterte Filmografie von Straub-Huillet führt alle von Jean-Marie Straub und Danièle Huillet gemeinsam realisierten Filme sowie – mit Ausnahme einiger kurzer Video-Arbeiten – alle von Jean-Marie Straub nach dem Tod Danièle Huillets realisierten Filme auf.
Die Spalte Dauer bezeichnet die Filmlänge in Minuten. Beim Filmmaterial wird zwischen Schwarzweiß (sw) und Farbe (f) sowie zwischen 16-mm-Film oder 35-mm-Film bzw. MiniDV oder HD unterschieden.
| Jahr | Deutscher Titel Originaltitel | Dauer / Material    | Produktion                                                        | Kamera                                                                                 | Ton                                                         | Musik                                                                                           | Darsteller                                                                                                  | Bemerkungen |
| ---- | --- | ------------------- | ----------------------------------------------------------------- | -------------------------------------------------------------------------------------- | ----------------------------------------------------------- | ----------------------------------------------------------------------------------------------- | --- | --- |
| 1962 | Machorka-Muff | 18 sw / 35 mm       | Straub-Huillet, Atlas-Film, Cineropa Film                         | Wendelin Sachtler                                                                      | Janosz Rozner, Jean-Marie Straub                            | Johann Sebastian Bach, François Louis                                                           | Erich Kuby …                                                                                                | nach der Erzählung Hauptstädtisches Journal von Heinrich Böll |
| 1965 | Nicht versöhnt oder Es hilft nur Gewalt, wo Gewalt herrscht | 53 sw / 35 mm       | Straub-Huillet                                                    | Wendelin Sachtler                                                                      | Lutz Grübnau, Willi Hanspach                                | Béla Bartók, Johann Sebastian Bach                                                              | Henning Harmssen, Heinrich Hargesheimer, Chargesheimer …                                                    | nach dem Roman Billard um halb zehn von Heinrich Böll |
| 1968 | Chronik der Anna Magdalena Bach | 94 sw / 35 mm       | Franz Seitz Filmproduktion, Gianvittorio Baldi u. a.              | Ugo Piccone, Saverio Diamanti, Giovanni Canfarelli                                     | Louis Hochet, Lucien Moreau                                 | Johann Sebastian Bach                                                                           | Gustav Leonhardt, Christiane Lang-Drewanz …                                                                 | Text der „Chronik“ sowie der Dialoge, ausgehend von dem Nekrolog von Carl Philipp Emanuel Bach und Briefen von Johann Sebastian Bach |
| 1968 | Der Bräutigam, die Komödiantin und der Zuhälter | 23 sw / 35 mm       | Janus-Film, Straub-Huillet                                        | Niklaus Schilling, Hubs Hagen                                                          | Peter Lutz, Klaus Eckelt                                    | Ausschnitt aus dem Himmelfahrtsoratorium von Johann Sebastian Bach                              | Lilith Ungerer, Rainer Werner Fassbinder, Peer Raben, Irm Hermann, Hanna Schygulla, Rudolf Waldemar Brem …  | Ausschnitte aus dem Theaterstück Krankheit der Jugend von Ferdinand Bruckner, gespielt von Mitgliedern des Münchner Action-Theaters, Zitate aus Versen von Juan de la Cruz                                                                            |
| 1969 | Die Augen wollen sich nicht zu jeder Zeit schließen oder Vielleicht eines Tages wird Rom sich erlauben seinerseits zu wählen Les yeux ne veulent pas en tout temps se fermer ou Peut-être qu’un jour Rome se permettra de choisir à son tour | 88 f / 16 mm/35 mm  | Janus-Film, Straub-Huillet                                        | Ugo Piccone, Renato Berta                                                              | Louis Hochet, Lucien Moreau                                 | -                                                                                               | Adriano Aprà, Olimpia Carlisi …                                                                             | nach dem Theaterstück Othon von Pierre Corneille |
| 1972 | Geschichtsunterricht | 88 f / 16 mm        | Janus-Film, Straub-Huillet                                        | Renato Berta, Emilio Bestetti                                                          | Jeti Grigioni                                               | Ausschnitt aus der Matthäus-Passion von Johann Sebastian Bach                                   | Benedikt Zulauf, Gottfried Bold …                                                                           | nach dem Romanfragment Die Geschäfte des Herrn Julius Caesar von Bertolt Brecht |
| 1972 | Einleitung zu Arnold Schoenbergs Begleitmusik zu einer Lichtspielscene | 16 sw und f / 16 mm | Straub-Huillet im Auftrag des Südwestfunks                        | Renato Berta, Horst Bever                                                              | Jeti Grigioni, Harald Lill                                  | op. 34 („Drohende Gefahr, Angst, Katastrophe“) von Arnold Schönberg                             | Günter Peter Straschek, Peter Nestler …                                                                     | Zitate aus Briefen von Arnold Schönberg an Wassily Kandinsky sowie aus der Rede von Bertolt Brecht beim Internationalen Schriftstellerkongress 1935 in Paris                                                                                          |
| 1974 | Moses und Aron | 107 f / 35 mm       | Koproduktion ORF / ARD                                            | Ugo Piccone, Saverio Diamanti, Gianni Canfarelli, Renato Berta                         | Louis Hochet, Ernst Neuspiel, Georges Vaglio, Jeti Grigioni | Moses und Aron, Oper von Arnold Schönberg                                                       | Günther Reich, Louis Devos …                                                                                | Musikalische Leitung: Michael Gielen, Orchester: Symphonie-Orchester des ORF, Chor: Chor des ORF |
| 1976 | Die Hunde vom Sinai Fortini/Cani | 83 f / 16 mm        | Straub-Huillet, Artificial Eye u. a.                              | Renato Berta, Emilio Bestetti                                                          | Jeti Grigioni                                               | -                                                                                               | Franco Fortini …                                                                                            | nach I cani del Sinai von Franco Fortini |
| 1977 | Jede Revolution ist ein Würfelwurf Toute révolution est un coup de dés | 10 f / 35 mm        | Straub-Huillet                                                    | William Lubtchansky, Dominique Chapuis                                                 | Louis Hochet, Alain Donavy                                  | -                                                                                               | Helmut Färber, Manfred Blank, Andrea Spingler …                                                             | Neun Personen rezitieren das Gedicht Un Coup de dés jamais n’abolira le Hasard von Stéphane Mallarmé |
| 1978 | Von der Wolke zum Widerstand Dalla nube alle resistenza | 105 f / 35 mm       | Straub-Huillet, RAI2 u. a.                                        | Saverio Diamanti, Gianni Canfarelli                                                    | Louis Hochet, Georges Vaglio                                | Ausschnitt aus Musikalisches Opfer von Johann Sebastian Bach                                    | Olimpia Carlisi …                                                                                           | nach zwei Büchern von Cesare Pavese: Sechs Dialoge aus Dialoghi con Leucò sowie Szenen nach dem Roman La luna e i falò |
| 1981 | Zu früh, zu spät Trop tôt, trop tard | 105 f / 16 mm       | Straub-Huillet                                                    | William Lubtchansky, Caroline Champetier, Robert Alazraki, Marguerite Perlado          | Louis Hochet, Manfred Blank                                 | -                                                                                               | Sprecherin 1. Teil: Danièle Huillet, Sprecher 2. Teil: Bhagat el Nadi                                       | nach einem Brief von Friedrich Engels an Karl Kautsky sowie einem Auszug aus dem Nachwort des Buches Luttes de classes en Égypte |
| 1982 | En rachâchant | 7 sw / 35 mm        | Straub-Huillet u. a.                                              | Henri Alekan, Louis Cochet                                                             | Louis Hochet, Manfred Blank                                 | -                                                                                               | Oliver Straub …                                                                                             | nach der Erzählung Oh! Ernesto von Marguerite Duras |
| 1983 | Klassenverhältnisse | 127 sw / 35 mm      | Janus Film u. a.                                                  | William Lubtchansky, Caroline Champetier, Christophe Pollock                           | Louis Hochet, Georges Vaglio, Manfred Blank                 | -                                                                                               | Christian Heinisch, Mario Adorf, Laura Betti, Harun Farocki, Manfred Blank, Klaus Traube, Libgart Schwarz … | nach dem Amerika-Roman Der Verschollene von Franz Kafka |
| 1987 | Der Tod des Empedokles oder: wenn dann der Erde Grün von neuem euch erglänzt | 132 f / 35 mm       | Janus Film, Les Films du Losange u. a.                            | Renato Berta, Jean-Paul Toraille, Giovanni Canfarelli                                  | Louis Hochet, Georges Vaglio, Alessandro Zanon              | -                                                                                               | Andreas von Rauch, Vladimir Baratta, Howard Vernon …                                                        | nach der ersten Fassung des gleichnamigen Trauerspiels von Friedrich Hölderlin; vom Film existieren vier verschiedene Schnittfassungen |
| 1988 | Schwarze Sünde | 40 f / 35 mm        | Straub-Huillet                                                    | William Lubtchansky, Christophe Pollock, Giovanni Canfarelli                           | Louis Hochet, Sandro Zanon, Pierre Donnadieu                | Ludwig van Beethoven                                                                            | Andreas von Rauch, Vladimir Baratta, Howard Vernon, Danièle Huillet …                                       | nach der dritten Fassung des gleichnamigen Trauerspiels von Friedrich Hölderlin; vom Film existieren vier verschiedene Schnittfassungen |
| 1989 | Paul Cézanne im Gespräch mit Joachim Gasquet | 63 f / 35 mm        | Straub-Huillet, Hessischer Rundfunk                               | Henri Alekan                                                                           | Louis Hochet, Georges Vaglio                                | -                                                                                               | Sprecherin Cézanne: Danièle Huillet, Sprecher Gasquet: Jean-Marie Straub                                    | nach Was er mir gesagt hat von Joachim Gasquet; vom Film existieren zwei verschiedene Schnittfassungen, eine in deutscher, eine in französischer Sprache                                                                                              |
| 1992 | Die Antigone des Sophokles nach der Hölderlinschen Übertragung für die Bühne bearbeitet von Brecht | 99 f / 35 mm        | Regina Ziegler, Pierre Grise Productions                          | William Lubtchansky, Irina Lubtchansky, Nicolas Eprendre                               | Louis Hochet, Georges Vaglio, Sandro Zanon                  | Ausschnitt aus Musique pour les soupers du Roi Ubu von Bernd Alois Zimmermann                   | Astrid Ofner, Ursula Ofner, Werner Rehm …                                                                   | nach Die Antigone des Sophokles von Bertolt Brecht; vom Film existieren zwei verschiedene Schnittfassungen |
| 1994 | Lothringen! | 21 f / 35 mm        | Straub-Huillet, Pierre Grise Productions, Saarländischer Rundfunk | Christophe Pollock, Emmanuelle Collinot                                                | Louis Hochet, Georges Vaglio                                | Franz Joseph Haydn                                                                              | Emmanuelle Straub                                                                                           | nach Colette Baudoche von Maurice Barrès; vom Film existieren zwei verschiedene Schnittfassungen; eine in deutscher, eine in französischer Sprache |
| 1996 | Von heute auf morgen | 62 sw / 35 mm       | Straub-Huillet, Pierre Grise Productions, Hessischer Rundfunk     | William Lubtchansky, Irina Lubtchansky, Marion Befve                                   | Louis Hochet                                                | Von heute auf morgen, Oper von Arnold Schönberg                                                 | Richard Salter, Christine Whittlesey …                                                                      | Musikalische Leitung: Michael Gielen, Orchester: Radio-Symphonie-Orchester Frankfurt |
| 1998 | Sicilia! | 66 sw / 35 mm       | Straub-Huillet, Pierre Grise Productions u. a.                    | William Lubtchansky                                                                    | Jean-Pierre Duret, Jacques Belley                           | Ludwig van Beethoven                                                                            | Angela Nugara, Gianni Buscarino, Vittorio Vigneri …                                                         | nach dem Roman Conversazione in Sicilia von Elio Vittorini; vom Film existieren drei verschiedene Schnittfassungen |
| 2000 | Operai, contadini | 123 f / 35 mm       |                                                                   |                                                                                        |                                                             |                                                                                                 | | |
| 2003 | Il ritorno del figlio prodigo - umilati | 64 f / 35 mm        |                                                                   |                                                                                        |                                                             |                                                                                                 | | |
| 2004 | Une visite au Louvre | 47+48 f / 35 mm     | Straub-Huillet u. a.                                              | William Lubtchansky, Irina Lubtchansky, Jean-Paul Toraille, Marion Befve, Renato Berta | Jean-Pierre Duret, Dimitri Haulet                           | -                                                                                               | Sprecherin Cézanne: Julie Koltaï, Sprecher Gasquet: Jean-Marie Straub                                       | nach Was er mir gesagt hat von Joachim Gasquet; vom Film existieren zwei verschiedene Schnittfassungen, die in Kinovorführungen nacheinander projiziert wurden                                                                                        |
| 2006 | Quei loro incontri | 68 f / 35 mm        | Straub-Huillet u. a.                                              | Renato Berta, Jean-Paul Toraille, Marion Befve                                         | Jean-Pierre Duret, Dimitri Haulet, Jean-Pierre Laforce      | zwei Ausschnitte aus Streichquartett Nr. 11, op. 95 von Ludwig van Beethoven                    | Angela Nugara, Vittorio Vigneri, ...                                                                        | nach den letzten fünf Dialogen aus Dialoghi con Leucò von Cesare Pavese |
| 2007 | Il ginocchio di Artemide | 26 f / 35 mm        | Pierre Grise Productions u. a.                                    | Renato Berta, Jean-Paul Toraille, Marion Befve                                         | Jean-Pierre Duret, Dimitri Haulet, Jean-Pierre Laforce      | Das Lied von der Erde: Der Abschied von Gustav Mahler; Mit dem Amphion zwar von Heinrich Schütz | Andrea Bacci, Dario Marconcini                                                                              | nach einem weiteren Dialog aus Dialoghi con Leucò von Cesare Pavese |
| 2007 | Itinéraire de Jean Bricard | 40 sw / 35 mm       |                                                                   |                                                                                        |                                                             |                                                                                                 | | |
| 2008 | Le streghe | 21 f / 35 mm        |                                                                   |                                                                                        |                                                             |                                                                                                 | | |
| 2009 | Corneille-Brecht | 26 f / MiniDV       |                                                                   |                                                                                        |                                                             |                                                                                                 | | |
| 2009 | O somma luce | 18 f / HD           | Barbara Ulrich u. a.                                              | Renato Berta, Jean-Paul Toraille, Arnaud Dommerc                                       | Jean-Pierre Duret                                           | Ausschnitt aus Déserts von Edgar Varèse                                                         | Giorgio Passerone                                                                                           | 1. Teil: Mitschnitt der Uraufführung von Déserts, 1954, im Théâtre des Champs-Élysées (nur Ton); 2. Teil: Rezitation einiger Verse aus dem Paradiso-Teil von Dante Alighieris Divina Commedia; vom Film existieren zwei verschiedene Schnittfassungen |
| 2010 | L‘Inconsolable | 15 f / MiniDV       | Les Fées Productions                                              | Renato Berta, Christophe Clavert                                                       | Dimitri Haulet                                              | Robert Schumann                                                                                 | Giovanna Daddi, Andrea Bacci                                                                                | nach dem Dialog L’inconsolabile aus Dialoghi con Leucò von Cesare Pavese; vom Film existieren zwei verschiedene Schnittfassungen |
| 2010 | Un Hérétier | 20+21 f / MiniDV    |                                                                   |                                                                                        |                                                             |                                                                                                 | | |
| 2011 | Schakale und Araber | 10 f / MiniDV       | Straub-Huillet, Belva Film                                        | Christophe Clavert, Jean-Marc Degardin, Arnaud Dommerc                                 | Jérome Ayasse                                               | aus: Kafka-Fragmente von György Kurtág                                                          | Barbara Ulrich, Giorgio Passerone, (Sprecher) Jean-Marie Straub                                             | nach der Erzählung Schakale und Araber von Franz Kafka |
| 2011 | La Madre | 20 f / HD           |                                                                   |                                                                                        |                                                             |                                                                                                 | | |
| 2012 | Un Conte de Michel de Montaigne | 34 f / HD           |                                                                   |                                                                                        |                                                             |                                                                                                 | | |
| 2013 | À propos de Venise | 22 sw und f / HD    |                                                                   |                                                                                        |                                                             |                                                                                                 | | |
| 2014 | Kommunisten | 70 f / HD           | Arnaud Dommerc, Belva Film u. a.                                  | Christophe Clavert                                                                     | Dimitri Haulet                                              | Auferstanden aus Ruinen von Hanns Eisler                                                        | Arnaud Dommerc, Gilles Pandel, Barbara Ulrich, (Sprecher) Jean-Marie Straub                                 | 1. Teil: drei Szenen nach Le Temps du mépris von André Malraux, 2. Teil: Ausschnitte aus fünf früheren Filmen |
| 2014 | La Guerre d’Algérie! | 2 f / HD            |                                                                   |                                                                                        |                                                             |                                                                                                 | | |
| 2015 | L’Aquarium et la Nation | 31 sw und f / HD    |                                                                   |                                                                                        |                                                             |                                                                                                 | | |
| 2018 | Gens du Lac! | 17 f / HD           |                                                                   |                                                                                        |                                                             |                                                                                                 | | |
| 2020 | La France contre les Robots | 10 f / HD           | Barbara Ulrich – Belva Film                                       | Renato Berta, Patrick Tresch                                                           | Dimitri Haulet, Renaud Musy                                 | -                                                                                               | Christophe Clavert                                                                                          | nach einem Auszug aus La France contre les Robots von Georges Bernanos; der Text wird zweimal rezitiert |

Quellen / Einzelnachweise
1. ↑  Die filmografischen Angaben sind den Vor- und Abspanntiteln der einzelnen Filme entnommen und wurden ergänzt um bzw. abgeglichen mit Informationen aus:

  - Viennale 2004: Die Früchte des Zorns und der Zärtlichkeit – Werkschau Danièle Huillet / Jean-Marie Straub und ausgewählte Filme von John Ford, Direktion: Hans Hurch, Konzept und Textauswahl: Astrid Johanna Ofner, Wien 2004, ISBN 3-901770-15-1,
  - der Filmografie auf der dem Werk Straub-Huillets gewidmeten Website straub-huillet.com (französisch).
2. ↑  Gemäß der Diskografie Bernd Alois Zimmermann auf der Website zimmermann-diskografie.de.